# Grevillea acacioides
Grevillea acacioides är en tvåhjärtbladig växtart som beskrevs av C. Gardner och Mcgill.. Grevillea acacioides ingår i släktet Grevillea och familjen Proteaceae. Inga underarter finns listade i Catalogue of Life.